# Гріліхес Рафаїл
Рафаїл Гріліхес (* 1821, Вільнюс, † орієнтовно кін. XIX ст. Бахмут) — підприємець, засновник першої типографії в Бахмуті.

## Життєпис
Народився у Вільнюсі, згодом з родиною переїхав у Бахмут. Помер орієнтовно в Бахмуті в кін. XIX ст.

## Підприємницька діяльність
В 1872 році в своєму будинку на Великій Харківський вулиці засновує першу типографію міста Бахмут. Яка займалась згідно запитам розвитку промисловості повіту. Велика увага була приділена художньому оформленню. В 1882 році, згідно звіту Катериослвського губернатора прибуток Р. Гріліхеса склав 2,5 тисяч рублів на рік, в 1892 році 980 рублів. Наприклад в 1896 році друк «Звіту Бахмутської міської Управи», був надрукований саме типографією Р. Гріліхеса. Де на той час співвласниками типографії були його сини.

## Родина
Брат Ісаак Гріліхес — підприємець, володів канцелярською крамницею в Бахмуті.

Син Леон Гріліхес — підприємець, володів типографією та канцелярською крамницею в Бахмуті.